# 4757 Liselotte
4757 Liselotte је астероид са средњом удаљеношћу од Сунца која износи 3,941 астрономских јединица (АЈ).
Апсолутна магнитуда астероида је 12,9.